# Gerald Eckert
Gerald Eckert (* 27. Dezember 1960 in Nürnberg) ist ein deutscher Komponist, Cellist und Maler, der in Eckernförde lebt.

## Biographie
Gerald Eckert studierte von 1983 bis 1984 Physik an der Friedrich-Alexander-Universität Erlangen-Nürnberg, bevor von 1985 bis 1990 das Studium von Violoncello, Klavier und Dirigieren am Konservatorium in Nürnberg folgte. Ab 1987 studierte er bis 1992 Mathematik an der Universität Erlangen-Nürnberg, seit 1989 parallel Komposition bei Wilfried Jentzsch. Es folgten Kompositionsstudien bei Walter Zimmermann an der Folkwang Hochschule im Ruhrgebiet und es schloss sich im Zeitraum von 1992 bis 1995 ein Studium an der Folkwang-Hochschule Essen an, wo er Komposition bei Nicolaus A. Huber und elektroakustische Komposition bei Dirk Reith studierte. Des Weiteren nahm er an verschiedenen Kompositionskursen bei James Dillon, Brian Ferneyhough und Jonathan Harvey teil.
1996/97 verbrachte er einen Arbeits- und Forschungsaufenthalt am CCRMA (Center for Computer Research in Music and Acoustics) der Stanford-Universität Kalifornien/USA. 1998 war er Dozent bei den Darmstädter Ferienkursen für Neue Musik und auf dem International Festival & Seminar in Akiyoshidai/Japan. 2000/01 folgte ein Lehrauftrag für Komposition und Architektur an der Technischen Universität Darmstadt.
2000 realisierte er das Tanzprojekt „Poesie“ mit Diane Neiman und dem Ensemble Horizonte, ebenso erhielt er in diesem Jahr ein Stipendium im Schleswig-Holsteinischen Künstlerhaus Eckernförde. 2006 war er Composer in Residence bei den Zürcher Tagen für Neue Musik. 2008 realisierte er in Zusammenarbeit mit der Akademie der Künste Berlin und dem Land Brandenburg zusammen mit der Choreographin Kathinka Walter ein Projekt für das Netzwerk Neue Musik. 2011 realisierte er zusammen mit dem Choreographen / Tänzer Mikael Honesseau das Tanzprojekt „Gegenüber 2“.
Seit 1989 arbeitet er auch an eigenen Bildern und realisiert seit 1994 verschiedene Ausstellungen und Installationen. Kataloge erschienen 1995, 2006 und 2007.
Gerald Eckert ist Mitinitiator des „Chiffren“-Festivals Kiel 2006 und der „ProvinzLärm“-Festivals Eckernförde 2007, 2009, 2011 und 2013.
Seit 2012 hat er eine Professur für Komposition an der Chung-Ang University in Seoul – Anseong / Süd-Korea inne.
Eckerts Werke sind bei der Edition Gravis verlegt.

## Preise (Auswahl)
1993 erhielt Eckert einen Preis beim Luigi-Russolo-Wettbewerb in Italien sowie den „C. Gulbenkian Prize“ in Portugal. 1996 bekam er den Kranichsteiner Musikpreis verliehen.
Im Jahr 2003 verlieh man ihm einen Preis (honorable mention) beim „Salvatore Martirano Competition“ in den USA sowie den ersten Preis beim 30th International Competition Bourges 2003 in Frankreich und den ersten Preis beim 3. internationalen Komponisten-Wettbewerb „Elisabeth-Schneider-Preis“ in Freiburg. 2005 erhielt er ein Stipendium der Akademie der Künste in Berlin und den ersten Preis des 50. Stuttgarter Kompositionspreises 2005. 2006 folgte ein Stipendium für Venedig, Künstlerhof Schreyahn 2009, Villa Aurora Los Angeles 2010, Villa Serpentara / Rom (Olevano Romano) 2010 und das Künstlerhaus Lukas Ahrenshoop 2013.

## Werke (Auswahl)
- Aisthanómenon für Violoncello und Zuspielband für Violoncello und Zuspielband (1989/90)
- AnachórèsisB für Bass-Fl, Vl, Kb, Pf + 2 Perc (1990/92) 19 min
- Klangräume für 2-Kanal-Tonband (1991) 5'30 min
- AnachórèsisA für Alt-Fl, Vl, Kb, Pf + 2 Perc (1992) 17 min
- Nôéma für Violoncello solo (1992/93) 17 min
- Aux mains de l'espace für 4-Kanal-Tonband (1993) 15 min
- Aphel für Orchester (1993/94) 23 min
- Raumklänge-Klangbilder Les vestiges d'un clin d'oeuil disparu für 4-Kanal-Tonband (1994) 12 min
- Klangraum Interaktiv I für 4 (8)-Kanal-Tonband und Raumsteuerung (1994) 31 min (mit D.Reith und Th. Neuhaus)
- In Sich Ohne Ausweg für 2-Kanal-Tonband (1994) 12'47" min
- … stehen auch immer leerer … für Ensemble (1994) 4 min
- Von der Gewißheit des Augenblickes für Kontrabass solo (1994/95) 13 min
- Klangraum Interaktiv II für 8-Kanal-Tonband und interaktive Lichtsteuerung (1995) 12 min (mit D.Reith und Th. Neuhaus)
- Les contours de la lumière des jadis für Ensemble (1995) 12 min
- Gesprochenes, abgelöst für 8-Kanal-Tonband (1995) 12–15 min (mit D.Reith und Th. Neuhaus)
- Diaphane für 2-Kanal-Tonband (1995) 11 min
- Schatten, aufgeworfen für Sopran, Vl und Vc (1995) 14 min
- Erinnerte Zeit, gebrochen für Klar, Vl + Klavier (1996) 19 min
- Nen für Klarinette solo (1996/97) 14 min
- Wie Wolken um die Zeiten legt für Sopran, Fl, Akk und Perc (1996/97) 14 min
- L’étendue des fins éclats, éparse für Violine solo (1997) 15 min
- Nachtschwebe für großes Orchester (1997/98) 21 min
- gefaltetes Moment für Fl, Klar, Vl, Vc und Perc (1997/98) 15 min
- dem schweigenden Antlitz für Bassflöte (und Picc) (1998) 17 min
- Bruchstücke…erstarrtes Lot für Klar (Ktb-Klar), Pos, Akk, Pf, 2 Perc, Va und Kb (1998/99) 23 min
- noir rugueux für Violoncello (1999)
- des Nichts, verlorene Schatten für Flöte (Altfl, Picc), Fag, Trp, Pos, Pf, 1 (2) Perc, Va und Kb (1999/2000) 15 min
- Aufbrüche, Verwerfungen für Orgel (2000) 20 min
- Krümmung der Augenblicke für Violine, Viola und Violoncello (2000) 15 min
- gedunkelte Brüche für Viola d’amore (2000) 12 min
- Ogives für Streichtrio (2000) Bearbeitung der vier Klavierstücke "Ogives" von Erik Satie
- Klangräume II für Piccolo und Tonband (1991/2000) 5’30 min
- Schwebe, verlöschend für Flöte (Alt-Fl.) und Schlagzeug (2000/01) 12 min
- Nachtbogen für Flöte und Violoncello (2001) 11 min
- Schächte – Les nuages d'automne für Flöte, Viola und Harfe (2002) 15 min
- offen – fin des terres für Ensemble und Tonbänder (2002) 17 min
- vom Innen – Körnung für Viola und Tonband (2003) 9 min
- … des Säglichen Zeit… Musiktheater für einen Schauspieler, Ensemble und Tonband (2003) 15 min
- Nen II für Flöte, E-Gitarre und Schlagzeug (2003) 2 min
- pfadlos die Nacht für Ensemble (2003/04) 31 min
- Interferenz I für Fl, Vc, e-chin, Elektronik und Tonband (2004) 21 min
- Nen III für Großbassblockflöte (2004) 12 min
- Nacht einer Zeit für Fl. Ten.-Sax (Sop.-Sax), Gitarre, Vla und Schlgzg. (2004) 19 min
- Inschriften für Orgel und Schlagzeug (2003/2005) 23 min
- Feld 3. für Flöte und Harfe (2005) 9 min
- Creth (Schaft 29) für Ensemble und Tonband (2005) 24 min
- Nen V für Englisch-Horn, Violine und Schlagzeug (2005/2006) 10 min
- Aube für Orgel (2006) 11 min
- im Endlichen, dehnbar für Akkordeon (2006) 12 min
- Fäden für Flöte, Harfe, Akkordeon und Violoncello (2006) 22 min
- Annäherung an Petrarca Studie für 4 (12) Stimmen, Flöte und Violoncello (2006) 14 min
- Nen VI für Flöte, Oboe und Klarinette (2006) 4 min
- Nen VII für Flöte, Violoncello, Elektronik und Zuspielband (2007) 10'29" min
- Prisma – du fond d’un naufrage für elektronische Klänge (Tonband) (2007) 2'10" min
- Absence – traces éloignées für 4 Piccoli und 2 Schlagzeuger (2007) 12 min
- void für 2 Schlagzeuger (2007) 30 min
- Studie über Nelly Sachs für Stimme und Ensemble (2004/08) 12 min
- Traits – lointain für sieben Bläser und Kontrabass (2006–08) 21 min
- nor für Schlagzeug solo (2008) 14 min
- Sequenzen für Chor, Ensemble, Tanz, Video und Elektronik (2008) 75 min
- Nen VIII für Tenorblockflöte und Schlagzeug (2008) 9 min
- Gegendämmerung für Stimme und Flöte (2008) 10 min
- An den Rändern des Maßes für zwei Ensemblegruppen (2003/2009) 25 min
- noya für Klarinette, Violoncello und Schlagzeug (2009) 12 min
- empty rooms für Fl, Ktb-Klar, Pf, Vln (und Perc.) (2009) 5 min
- Echoes für Ensemble (2009/10) 17 min
- Fäden für Flöte, Harfe, Akkordeon und Violoncello (2006–10) 21 min
- Tratto (zwei szenische Monologe) für Stimme(n) und kl. Ensemble (2010) 20 min (Sop., (Bariton), Klar (Bass-Klar), Schlgzg und Vla)
- Nen X für Tanz, Violoncello und Elektronik (2011) 17 min
- An den Rändern des Maßes für zwei Ensemblegruppen (2005–11) 25 min
- mehr als der Sand… – Wege Kantate für Solisten, Chor und Ensemble (2011/12) 40 min

## Veröffentlichungen
- Katalog: "Ölbilder – Tuschezeichnungen" (Bochum 1995); seit 2005: PFAU-Verlag, Saarbrücken
- Gerald Eckert: Aspects of the fold in: Polyphony & Complexity, Hrsg.: Mahnkopf, Cox, Schurig, Wolke Verlag, Hofheim 2002
- Matteo Nanni: „Gerald Eckert“, in: Komponisten der Gegenwart, 27. Nachlieferung, Juni 2004
- Matteo Nanni: „Gerald Eckert Über das Ende“, in: CD-Booklet, col legno WWE 1CD 20231
- Gerald Eckert: „Über Zusammenhänge“ in: Lichtgeschwärztes, Pfau Verlag, Saarbrücken 2006
- Gerald Eckert: Ölbilder, Tuschezeichnungen; Pfau Verlag, Saarbrücken 2005
- Gerald Eckert: „Lichtgeschwärztes“, Graphiken (Tusche), Photographien, Partituren; Pfau Verlag, Saarbrücken 2006
- Katalog: "Lichtgeschwärztes", Tuschezeichnungen, Photographien, Partituren PFAU-Verlag, Saarbrücken, 2006
- Nicolaus A. Huber: "Mehr als Schwarz und Weiß – Gedanken für Blicke in: "Lichtgeschwärztes", PFAU-Verlag, Saarbrücken 2006
- Dieter Schnebel: "Zu Gerald Eckerts musikalischer Graphik in: "Lichtgeschwärztes", PFAU-Verlag, Saarbrücken 2006
- Saskia Reither: "nicht widerrufbar" in: CD-Booklet (Gerald Eckert "Aphel") edition zeitklang  CAL 13020
- Gerald Eckert: "Gedankenfragment" in: Positionen (Beiträge zur Neuen Musik, Nr. 67, Mai 2006)
- Katalog: "Momente", (Öl)-Bilder, Papierarbeiten (zusammen mit Erwin Doose und Otto Jeschke), Wachholtz Verlag, Neumünster, 2007
- Meret Forster: "raumgreifend und schwerelos" in: CD-Booklet (Gerald Eckert "chamber music"), NEOS NEOS 10 811
- Gisela Nauck: "Randgänge. Zur Klangästhetik von Gerald Eckert" in: Positionen (Beiträge zur Neuen Musik, Nr. 80, August 2009)
- Gerald Eckert: "Geometrie der Perspektiven" in: Zeitung 4´33´´ des Netzwerk Neue Musik, Berlin, Oktober 2009
- An den Rändern des Maßes – Der Komponist Gerald Eckert, herausgegeben von Gisela Nauck, Wolke Verlag, Hofheim, 2013